# جوليان لي فاي
جوليان لي فاي (بالدنماركية: Julian Le Fay) هو مهندس دنماركي، ولد في 30 أكتوبر 1965.

## روابط خارجية
- جوليان لي فاي على موقع IMDb (الإنجليزية)
- جوليان لي فاي على موقع ميوزك برينز (الإنجليزية)
- جوليان لي فاي على موقع ديسكوغز (الإنجليزية)